# Gneo Cornelio Lentulo Getulico
Gneo Cornelio Lentulo Getulico (in latino Gnaeus Cornelius Lentulus Gaetulicus; ... – Mogontiacum, ottobre 39) è stato un politico, militare e poeta romano del I secolo.

## Origini familiari
Getulico era figlio del console nell'1 a.C. Cosso Cornelio Lentulo. Questi, quando fu legato imperiale in Africa si guadagnò l'agnomen "Getulico", poiché sconfisse la popolazione dei Getuli, che trasmise poi al figlio.

## Biografia
Getulico fu pretore peregrinus nel 23 e console nel 26, sotto il regno dell'imperatore Tiberio, con Gaio Calvisio Sabino. Fu quindi mandato in Germania superiore nel 29, dove governò come Legatus Augusti pro praetore fino al 39. Durante questi anni governò bene la sua provincia, fu molto amato dalle sue truppe e raggiunse una certa importanza, tanto che sua figlia fu promessa sposa a un figlio del prefetto del pretorio Seiano. Quando, nell'autunno del 39 l'imperatore Caligola decise di condurre una spedizione in Germania Magna, Getulico fu fatto uccidere sia per essere sospettato di una congiura sia per essere troppo amato dai suoi soldati.
Getulico fu anche un poeta come ci ricordano sia Svetonio, che lo accusa di aver mentito di adulazione verso Caligola, sia Marziale, che lo ringrazia come esempio da lui seguito.
Getulico ebbe diversi figli, tra cui uno di nome Decimo.